# Akadiska äpplen
Akadiska äpplen syftar på äppelsorter som europeiska invandrare tog med sig till akadien i nya världen, där det inte växte äpplen vilt. Det är ofta i samband med just äpplen som uttryck som acadian påträffas.

## Cidertillverkning i Akadien
Äpplen användes inte i första hand för att ätas, utan främst till framställning av starkcider. Precis som viner ofta kan ha olika karaktär beroende på vilken sorts druvor som ingår, så blandades ofta olika äpplen för att ge rätt karaktär på cidern. Ända sedan romarrikets tid så hade européerna känt till ympning som ett sätt att förädla äpplen, men de träd man tog med sig från Europa hade dålig tolerans mot vädret i New England. Flertalet akadiska äppelträd härstammar därför från sådda frön (seedling trees pippins). 
Detta hortikulturella arv förädlades under över 300 år fram till slutet av 1800-talet när nya invandrargrupper och industrialiseringen gjorde att öl övertog ciderns popularitet i Nordamerika. Även om det ursprungligen inte fanns några äpplen i Nordamerika går det därför ändå att tala om inhemskt amerikanska äpplen som skiljer sig från europeiska äpplens historia. 